# Helia compacta
Helia compacta är en fjärilsart som beskrevs av Felder 1874. Helia compacta ingår i släktet Helia och familjen nattflyn. Inga underarter finns listade i Catalogue of Life.